# Episodi di Young Justice (quarta stagione)
La quarta stagione della serie animata Young Justice, sottotitolata Phantoms, è stata distribuita negli Stati Uniti su DC Universe. La prima lettera di ogni episodio contiene una frase nascosta: "Invitation to Kneel Before Zod"
| nº      | Titolo originale                         | Titolo italiano | Pubblicazione USA |
| Parte 1 | Parte 1                                  | Parte 1         | Parte 1           |
| ------- | ---------------------------------------- | --------------- | ----------------- |
| 1       | Inhospitable                             |                 | 16 Ottobre 2021   |
| 2       | Needful                                  |                 | 16 Ottobre 2021   |
| 3       | Volatile                                 |                 | 21 Ottobre 2021   |
| 4       | Involuntary                              |                 | 28 Ottobre 2021   |
| 5       | Tale of Two Sisters                      |                 | 4 Novembre 2021   |
| 6       | Artemis Through the Looking Glass        |                 | 11 novembre 2021  |
| 7       | The Lady, or the Tigress?                |                 | 18 Novembre 2021  |
| 8       | I Know Why the Caged Cat Sings           |                 | 25 Novembre 2021  |
| 9       | Odnu!                                    |                 | 2 Dicembre 2021   |
| 10      | Nomed Esir!                              |                 | 9 Dicembre 2021   |
| 11      | Teg Ydaer!                               |                 | 16 Dicembre 2021  |
| 12      | Og Htrof Dna Reuqnoc!                    |                 | 23 Dicembre 2021  |
| 13      | Kaerb Ym Traeh!                          |                 | 30 Dicembre 2021  |
| Parte 2 |                                          |                 |                   |
| 14      | Nautical Twilight                        |                 | 31 Marzo 2022     |
| 15      | Ebb Tide                                 |                 | 31 Marzo 2022     |
| 16      | Emergency Dive                           |                 | 31 Marzo 2022     |
| 17      | Leviathan Wakes                          |                 | 7 aprile 2022     |
| 18      | Beyond the Grip of the Gods!             |                 | 14 aprile 2022    |
| 19      | Encounter Upon the Razor's Edge!         |                 | 21 aprile 2022    |
| 20      | Forbidden Secrets of Civilizations Past! |                 | 28 aprile 2022    |
| 21      | Odyssey of Death!                        |                 | 5 Maggio 2022     |
| 22      | Rescue and Search                        |                 | 12 Maggio 2022    |
| 23      | Ego and Superego                         |                 | 19 Maggio 2022    |
| 24      | Zenith and Abyss                         |                 | 26 Maggio 2022    |
| 25      | Over and Out                             |                 | 2 Giugno 2022     |
| 26      | Death and Rebirth                        |                 | 9 Giugno 2022     |